# Saint-Médard (Charente-Maritime)
Saint-Médard ist eine französische Gemeinde mit 90 Einwohnern (Stand: 1. Januar 2022) im Département Charente-Maritime in der Region Nouvelle-Aquitaine (vor 2016 Poitou-Charentes); sie gehört zum Arrondissement Jonzac und zum Kanton Jonzac. Die Einwohner werden Saint-Médariens genannt.

## Geographie
Saint-Médard liegt etwa 85 Kilometer nordnordöstlich von Bordeaux. Umgeben wird Saint-Médard von den Nachbargemeinden Champagnac im Norden und Nordwesten, Saint-Germain-de-Vibrac im Nordosten, Mortiers im Osten, Léoville im Süden und Südosten, Fontaines-d’Ozillac im Westen und Südwesten sowie Ozillac im Westen und Nordwesten.

## Bevölkerungsentwicklung
| Jahr                       | 1962 | 1968 | 1975 | 1982 | 1990 | 1999 | 2006 | 2017 |
| Einwohner                  | 52   | 58   | 70   | 55   | 48   | 69   | 85   | 75   |
| Quellen: Cassini und INSEE |      |      |      |      |      |      |      |      |

## Sehenswürdigkeiten
- Kirche Saint-Médard

Siehe auch: Liste der Monuments historiques in Saint-Médard (Charente-Maritime)

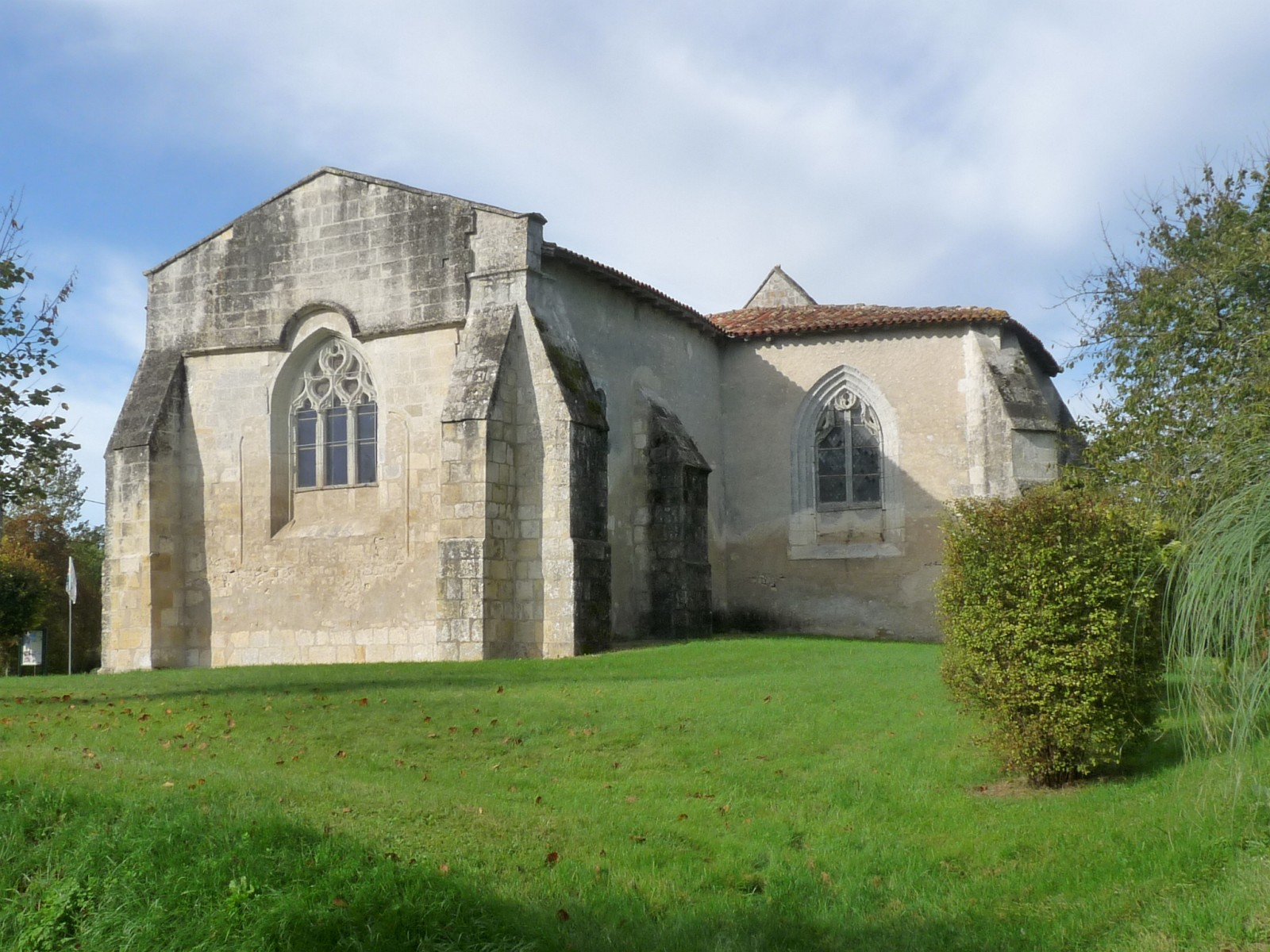
Kirche Saint-Médard